# Hetzles
Hetzles település Németországban, azon belül Bajorországban. Lakosainak száma 1378 fő (2023. december 31.).

## Népesség
A település népessége az elmúlt években az alábbi módon változott:
| Lakosok száma | 797  | 1339 | 1024 | 1089 | 1283 | 1282 | 1270 | 1283 | 1374 | 1378 |
|               | 1875 | 1950 | 1975 | 1987 | 2012 | 2014 | 2016 | 2017 | 2021 | 2023 |